# Clive Wright
Ne doit pas être confondu avec Clive Wright (musicien).
Clive George Wright Junior (né le 18 novembre 1965 dans la paroisse de Saint Mary) est un athlète jamaïcain spécialiste du 200 mètres. Il obtient ses seules médailles en relais. Il fut 4 fois champion de Jamaïque du 200 mètres de 1987 à 1989 et en 1992.

## Carrière

### Palmarès
| Date | Compétition                                 | Lieu         | Résultat | Épreuve               | Performance   |
| ---- | ------------------------------------------- | ------------ | -------- | --------------------- | ------------- |
| 1987 | Championnats d'Am. centrale et des Caraïbes | Caracas      | 1er      | 200 mètres            | 20 s 64       |
| 1987 | Championnats d'Am. centrale et des Caraïbes | Caracas      | 1er      | Relais 4 × 100 mètres | 39 s 45       |
| 1987 | Jeux panaméricains                          | Indianapolis | 5e       | 200 mètres            | 20 s 73       |
| 1987 | Jeux panaméricains                          | Indianapolis | 3e       | Relais 4 × 100 mètres | 38 s 86       |
| 1987 | Championnats du monde                       | Tokyo        | 3e       | Relais 4 × 100 mètres | 38 s 41       |
| 1988 | Jeux olympiques d'été                       | Séoul        | 4e       | Relais 4 × 100 mètres | 38 s 47       |
| 1989 | Championnats d'Am. centrale et des Caraïbes | San Juan     | 2e       | 200 mètres            | 20 s 55       |
| 1989 | Championnats d'Am. centrale et des Caraïbes | San Juan     | 1er      | Relais 4 × 100 mètres | 39 s 51       |
| 1990 | Jeux du Commonwealth                        | Auckland     | 3e       | Relais 4 × 100 mètres | 39 s 11       |
| 1990 | Jeux du Commonwealth                        | Auckland     | 3e       | Relais 4 × 400 mètres | 3 min 04 s 96 |
| 1991 | Championnats d'Am. centrale et des Caraïbes | Xalapa       | 2e       | Relais 4 × 100 mètres | 40 s 33       |

### Records
| Épreuve    | Performance | Lieu | Date             |
| ---------- | ----------- | ---- | ---------------- |
| 200 mètres | 20 s 50     | Rome | 3 septembre 1987 |